# Serles bosklauwier
Serles bosklauwier (Chlorophoneus kupeensis; synoniem: Telophorus kupeensis) is een zangvogel uit de familie Malaconotidae. Het is een bedreigde, endemische vogelsoort in zuidwestelijk Kameroen. De wetenschappelijke naam verwijst naar de vindplaats Mount Kupe, de Nederlandse naam is een eerbetoon aan de soortauteur, de Schotse ornitholoog (en arts en dominee) William Serle.

## Kenmerken
De vogel is 20 cm lang. Het is een bosklauwier met een opvallend witte keel, een donker masker en een askleurige, grijze borst, buik, mantel en kruin. De vleugels, stuit en bovenstaartdekveren zijn helder olijfgroen. De anaalstreek is lichtgeel.

## Verspreiding en leefgebied
Deze soort is endemisch in zuidwestelijk Kameroen in een berggebied, dat bestaat uit een keten van vulkanen. Mount Cameroon is onderdeel van deze keten. De vogel werd rond de eeuwwisseling waargenomen op drie locaties, onder andere rond Mount Kupe. Het leefgebied bestaat uit de ondergroei van montaan, primair regenwoud tussen de 950 en 1450 m boven zeeniveau.

## Status
Serles bosklauwier heeft een beperkt verspreidingsgebied en daardoor is de kans op uitsterven aanwezig. De grootte van de populatie werd in 2012 door BirdLife International geschat op 50 tot 250 volwassen individuen en de populatie-aantallen nemen af door habitatverlies. Het leefgebied wordt aangetast door ontbossing, waarbij natuurlijk bos wordt gekapt en omgezet in gebied voor agrarisch gebruik. Om deze redenen staat deze soort als bedreigd op de Rode Lijst van de IUCN.